# L'Âge de glace : Les Aventures de Buck Wild
Série L'Âge de glace
L'Âge de glace : Les Lois de l'Univers
(2016) L'Âge de glace 6
(2026)
Pour plus de détails, voir Fiche technique et Distribution.
L'Âge de Glace : Les Aventures de Buck Wild ou L'Ère de glace : Les Aventures de Buck Wild au Québec (The Ice Age Adventures of Buck Wild) est un film d'animation américain réalisé par John C. Donkin et sorti en 2022. Le scénario est coécrit par Jim Hecht, William Schifrin et Ray DeLaurentis, sur une histoire de Jim Hecht. 
Il s'agit d'un spin-off de la saga L'Âge de Glace centré sur le personnage de Buck Wild. Il est sorti en tant que film original Disney+ le 28 janvier 2022.

## Synopsis
Avides d’indépendance et toujours en quête de sensations fortes, les frères opossums Eddie et Crash décident de chercher un habitat rien qu’à eux, mais vont rapidement se retrouver piégés sous la glace, dans une immense grotte souterraine habitée par des dinosaures. Secourus par leur ami Buck Wild, une belette borgne excentrique, ils vont, ensemble et avec l’aide de nouveaux amis, se lancer dans une mission pour sauver le monde perdu de la domination des dinosaures.

## Fiche technique
- Titre original : The Ice Age Adventures of Buck Wild
- Titre français : L'Âge de glace : Les Aventures de Buck Wild
- Titre québécois : L'Ère de glace : Les Aventures de Buck Wild
- Réalisation : John C. Donkin
- Scénario : Jim Hecht, William Schifrin et Ray DeLaurentis
- Animation : Peter de Séve (character designer)
- Musique : Batu Sener
- Production : Denise L. Rottina
- Sociétés de production : Walt Disney Pictures
- Pays de production :  États-Unis
- Langue originale : anglais
- Genre : animation
- Durée : 82 minutes
- Dates de sortie : 28 janvier 2022 sur Disney+

## Distribution
- Simon Pegg (VF : Emmanuel Curtil) : Buck Wild
- Vincent Tong (VF : Christophe Dechavanne) : Crash
- Aaron Harris (VF : Alexis Tomassian) : Eddie
- Utkarsh Ambudkar (VF : Michaël Gregorio) : Orson
- Justina Machado (VF : Virginie Caliari) : Zee
- Sean Kenin Elias-Reyes (VF : Gérard Lanvin) : Manny
- Jake Green (VF : Élie Semoun) : Sid
- Skyler Stone (VF : Vincent Cassel) : Diego
- Dominique Jennings (VF : Armelle Gallaud) : Ellie

- Version française
  - Studio de doublage : Dubbing Brothers
  - Direction artistique : Barbara Tissier
  - Adaptation : Cynthia Perin

## Production
En juin 2016, interrogé sur la possibilité d’un sixième film potentiel, le co-réalisateur de L'Âge de glace : Les Lois de l'Univers, Galen Tan Chu, a déclaré qu’il y avait des idées pour le prochain épisode.  En août 2018, Stacey Snider, PDG de 20th Century Fox, a annoncé le développement d’une série télévisée centrée sur le personnage de Buck avec Blue Sky Studios.  La série mettrait en vedette Crash et Eddie doublés par Sean William Scott et Josh Peck. Le 25 octobre 2019, sept mois après l’acquisition de 21st Century Fox par Disney, le projet a été confirmé comme étant toujours en développement pour Disney+. À la suite d'un conflit de marque, Scrat est absent dans ce spin-off, pourtant premier personnage de la saga L'Âge de glace.
En décembre 2020, il a été confirmé que le projet avait été redéveloppé en un film intitulé L'Âge de glace : Les Aventures de Buck Wild, centré sur Buck partant à l'aventure dans le monde des dinosaures avec Crash et Eddie. Simon Pegg aurait repris son rôle de Buck. Cependant, Seann William Scott et Josh Peck, qui ont doublé Crash et Eddie dans les films précédents, ne sont pas revenus, et Vincent Tong et Aaron Harris ont été choisis pour les remplacer.
Blue Sky a été fermé le 10 avril 2021 et par conséquent, bon nombre de leurs projets à venir ont été annulés. Malgré cela, la production sur L'Âge de glace : Les Aventures de Buck Wild s'est poursuivie. Le 14 janvier 2022, le réalisateur John C.Donkin et la productrice exécutive Lori Forte ont déclaré que Blue Sky n'avait jamais été impliqué dans le film. 
Contrairement aux précédents films de la saga L'Âge de glace sortis par 20th Century Fox et produits par 20th Century Fox Animation et Blue Sky, le film a été produit par Walt Disney Pictures, l'animation étant sous-traitée à Bardel Entertainment à Vancouver. Bardel avait déjà collaboré avec Disney et 20th Century Animation sur Le Journal d'un dégonflé (2021).